# تراژدی انسان
تراژدی انسان (مجاری: Az ember tragédiája) نمایشنامه‌ای نوشتهٔ ایمره ماداچ و اثری برجسته در ادبیات مجارستان است. این اثر ابتدا در ۱۸۶۱ منتشر شد و اگرچه برای خواندن در نظر گرفته شده‌بود، اما اولین اجرای آن در تئاتر ملی بوداپست در ۱۸۸۳ نمایشی موفقیت‌آمیز بود و امروزه نیز به صحنه می‌رود. بسیاری از سطور نمایشنامه در مجارستان به نقل قول رایج تبدیل شده‌اند.

## چکیده
تراژدی انسان درامی با شباهت نزدیک به فاوست گوته و تراژدی قابیل بایرون در ۱۵ پرده به گذشته و آیندهٔ بشر می‌پردازد. شخصیت‌های اصلی آن، آدم و حوا، در طول نمایش در کسوت شخصیت‌های مشهور تاریخی ظاهر می‌شوند. آنها سرنوشت غم‌انگیز بشریت را در مبارزه دائمی با لوسیفر بازی می‌کنند. مبارزه آنها، گرچه لزوماً پیروز نیست، اما وسیلهٔ رستگاری آنان است.
آدم و حوا پس از اخراج از باغ عدن، به خواب می‌روند. آدم تحول تاریخ را به خواب می‌بیند و ناامید می‌شود. آدم و حوا و لوسیفر نقش‌های مختلفی را در دوره‌هایی از تاریخ چون روم باستان، جنگ‌های صلیبی، پراگِ زمان کپلر، پاریسِ انقلابی بر عهده می‌گیرند؛ سرانجام، در یک دوره فاجعه زیست‌محیطی تقریباً کل جهان نابود می‌شود. پس از بیدار شدن از خواب آدم به تنزل بشر در آینده واقف می‌شود و تصمیم به خودکشی می‌گیرد، اما در می‌یابد که حوا باردار است و به خدا و آینده ایمان می‌آورد.

## اقتباس‌ها
- تراژدی انسان، تله‌فیلم (۱۹۶۹)
- بشارت، فیلم (۱۹۸۴)
- تراژدی انسان، انیمیشن (۲۰۱۱)